# フランソワ・チェン

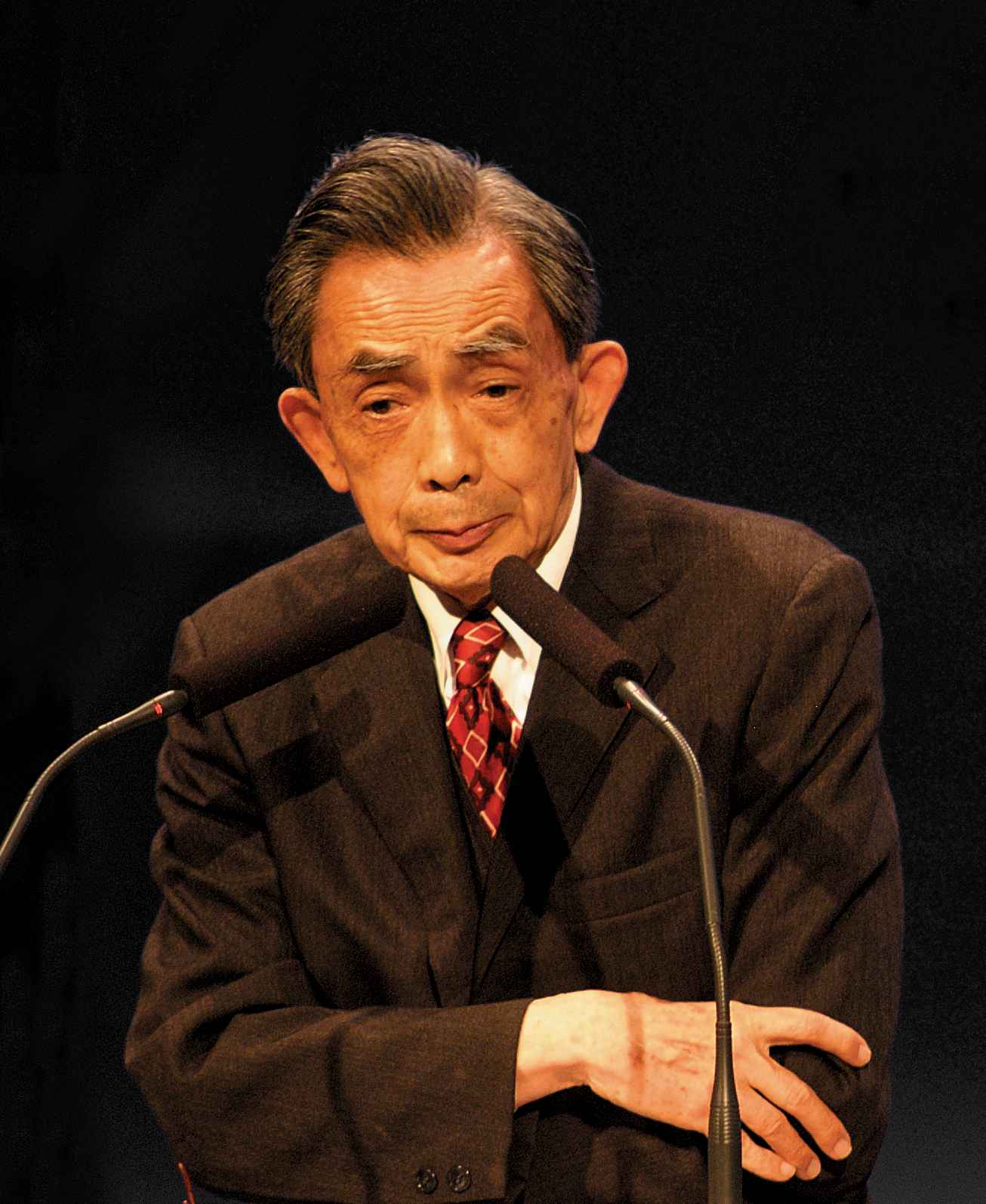
François Cheng, 2004

フランソワ・チェン（François Cheng、程抱一、1929年8月30日 - ）は、中国に生まれ、フランスで活躍する小説家、詩人、書家、文芸・美術評論家。フランス国立東洋言語文化研究所 (INALCO) の教授を務め、漢詩や中国思想・絵画の紹介に尽力した。退官後に発表した『ティエンイの物語』でフェミナ賞を受賞。2002年にアジア系で初めてアカデミー・フランセーズ会員に選出された。

## 背景
フランソワ・チェンは1929年8月30日、程紀賢として山東省済南市に生まれた。程抱一は筆名であり、1970年出版の修士論文は出生名「程紀賢」で執筆している（「著書」参照）。なお、邦訳の出版社等は出生地を江西省南昌市としているが、アカデミー・フランセーズ公式ウェブサイト（チェンの会員就任式のピエール＝ジャン・レミの演説）では、一家はもともと江西省南昌市に住んでいたが、父の転勤に伴って済南に越した後にチェンが生まれたとあり、中国語およびフランスの出版社等の情報でも山東省または山東省済南市となっている。「フランソワ」は清貧の聖人アッシジのフランチェスコにちなんだチェンの洗礼名であり、1971年にフランスに帰化したときに改名した。
父はコロンビア大学に学んだ教育学の専門家であり、米国留学中にチェンの母に出会った。母は当時、ノースウェスタン大学の学生で、中国人女性の留学はまだ非常に珍しい時代であった。チェンは4人兄弟の二男で、一家が米国に越した後、長男と四男はIBM、三男はミネソタ大学農学部にそれぞれ勤務した。
渡仏後に結婚した中国人女性との間に1955年に生まれた娘アンヌ・チェンは、中国学者でコレージュ・ド・フランス教授である。1963年にトリノ出身のミシュリーヌ・ブノワと再婚した。
8歳のときに日中戦争が勃発し、南京大虐殺後の国民政府の重慶への遷都に伴い、四川省成都市に越し、1945年に重慶の中等教育学校を卒業した。南京大学に入学したが、1946年に国共内戦が勃発し、学業を断念せざるを得なかった。反戦デモに参加し、逮捕されたこともあった。

## 渡仏
1948年、19歳のときに、教育学の専門家であった父が、設立されたばかりの国際連合教育科学文化機関（ユネスコ）の任務で渡仏することになり、動乱を逃れるために同行。父が任務を終えて帰国した後も、一人、パリに残ることにした。とはいえ、大学を卒業していないうえに、フランス語は一言も話せなかった彼は、レストランの給仕、店舗の発送係などの職を転々とした。当時付き合いがあったのは中国人だけであったが、みな裕福な家庭の子息であった。再び渡仏した父の取り計らいで、しばらくはユネスコの奨学金を受けることができた。母と兄弟も渡仏し、再会を果たしたが、まもなく、父がメリーランド大学の中国研究所に職を得て、家族とともに渡米することになった。チェンは再び一人、フランスの残る決意をした。

## 文学

### フランス文学
チェンが「文学に目覚めた」のは15歳のときであった。幼い頃から中国文学（特に古典の王維、李白、現代文学の魯迅、茅盾、巴金）はもちろん、英米文学（キーツ、ワーズワース、シェリー、ロバート・ブラウニング、コンラッド、ジャック・ロンドン、トーマス・ハーディ、スタインベック）、ロシア文学（トルストイ、チェーホフ、ドストエフスキー）に親しんでいたが、とりわけ、フランス文学は、フー・ツォンの父で、文化大革命の犠牲となったフー・レイの翻訳でスタンダール、バルザック、ユーゴー、フローベール、ゾラ、アンリ・バルビュス、ポール・ヴァレリーなどを読み耽り、最も大きな影響を受けたのはロマン・ロランとアンドレ・ジッドであった。

### 3人の恩人
移民としてフランスに暮らすチェンは、長い間、貧窮と孤独に苦しんだ。かろうじて生計を立てながら、図書館に通い、ソルボンヌ大学やコレージュ・ド・フランスで講義を聴講した。コレージュ・ド・フランスの中国語・中国文学の教授ポール・ドミエヴィルと出会い、ドミエヴィルにフランスの国民教育省の高等教育部門の部長ガストン・ベルジェに紹介された。「未来研究センター」設立の準備を進めていたベルジェには、中国人の協力者が必要だったからである。だが、ベルジェは交通事故で不慮の死を遂げた。ベルジェの葬儀で、偶然にも東洋学者ポール・ペリオの弟子アレクシス・リガロフに出会った。彼は中国語センター（社会科学高等研究院の東アジア言語研究所の前身）の設立にあたり、チェンを採用した。1960年のことであり、渡仏12年目にしてようやく定職に就くことができた。彼は、他に多くの人に助けてもらったとしながらも、フランスで生きていく目途が立ったのはドミエヴィル、ベルジェ、リガロフの3人のお蔭であると語っている。

### 研究の道
中国語センターで教鞭を執る傍ら、ボードレール、ランボー、ルネ・シャール、シュルレアリスムの詩人をはじめとするフランスの詩人の作品を中国語に翻訳し、台湾や香港で出版した。次に出会ったのはジャック・ラカンであった。彼もまた、難解な中国思想を理解するために、中国人の協力者を必要としていた。ラカンとは週に一回、彼の自宅で二人きりで老子や孟子をめぐる対話を重ねるようになった。一方でまた、初唐の詩人、張若虚の研究で修士論文を執筆していた。「少なくとも20年間、私の生活を刻みつけたのは、矛盾と分裂にみちた激しい奮闘だった」（チェン『ディアローグ』）と語る彼は、渡仏20年目の1968年に「唐時代のある作家の詩作品の本格的分析 ― 張若虚」と題する論文を社会科学高等研究院に提出した。審査員は中国学者のジャック・ジェルネ、ロラン・バルトらであり、バルトはこの論文を高く評価した。もう一人、この論文を評価したのは、当時まだ20代のジュリア・クリステヴァであった。彼女は、修士論文のテーマを発展させて、より広く、漢詩の言語について研究するようチェンに勧めた。彼は、クリステヴァとの出会いは決定的であり、これが研究の道に進む契機になったと語っている。こうして1977年、デリダ、バルト、クリステヴァらが関わっていた前衛文芸誌『テル・ケル』を刊行していたスイユ出版社から『漢詩のエクリチュール』が出版された。彼はさらにこのテーマを追究し、中国の宇宙論や主体と客体の相互関係において論じた論文を発表し、また、中国語の表意文字と絵画との共通性から、道教、陰陽五行説との関連における中国絵画について著書を発表し、アントニ・タピエスらの評価を得た。特に『八大山人 ― 線描の天才』、『石濤 ― 救世主』は高い評価を得、後者はフランス文化省のアンドレ・マルロー賞を受けた。さらにこれとは逆に、香港、台湾で『フランス詩人7人』や『アンリ・ミショー ― 生涯と作品』などを出版し、フランスの詩人や画家の紹介に努めるなど、中国・フランス双方の文化理解に貢献している。

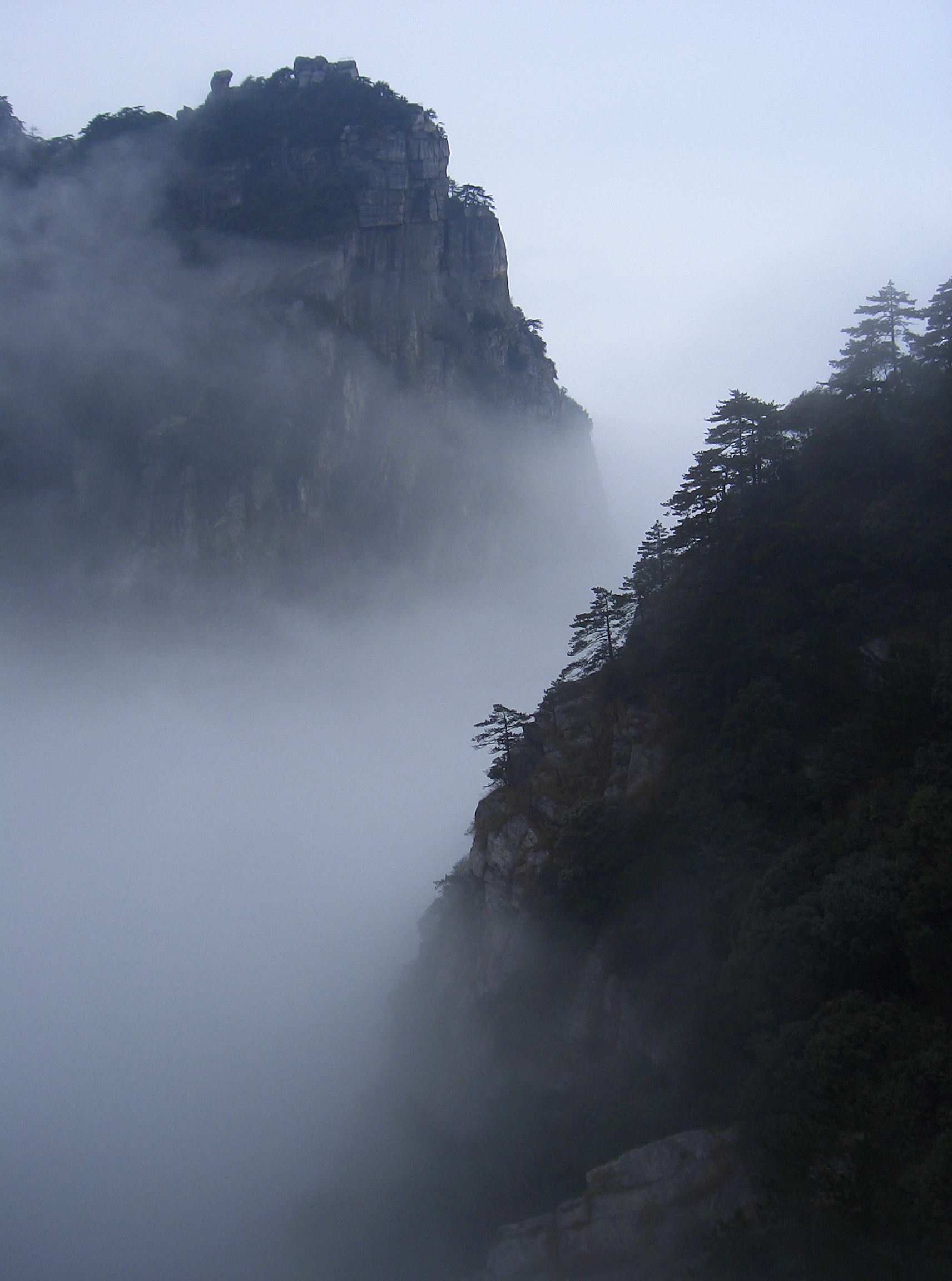
チェンが子どもの頃たびたび訪れた廬山の大自然の美

子ども時代に戦争の残虐性、死、暴力、飢え、「無条件の悪」を経験し、廬山の大自然に見出した美をその対極に位置づけるチェンは、詩においてもこれを表現し、この頃、『木について、岩について』、『生き続ける四季』などの詩集を発表している。

### 教育活動
これらと並行して教育活動においても、1969年にパリ第7大学に講師として赴任し、1974年に助教授に昇任した。さらに、中国学者ニコル・ヴァンディエ＝ニコラ、マリー＝クレール・ベルジェールに勧められてフランス国立東洋言語文化研究所 (INALCO) の教授職に応募し、採用された。同学院には1996年の定年退官まで勤務した。

### 小説家として
渡仏からちょうど半世紀の1998年、70歳を間近に控えたチェンが初めて『ティエンイの物語』と題する小説を発表した。表意文字を使う中国語とは対照的に、フランス語はその「一語一語に、イメージを喚起するリズムがあり、旋律がある」とする彼は、フランス語で執筆活動を始めてから30年経って初めて自分の言葉として創作できると確信したという。日中戦争、国共内戦、建国、中華人民共和国の大躍進政策、大飢饉、そして文化大革命の時代を生きた語り手のティエンイ（天一）、恋人のユーメイ（玉梅）、友人のハオラン（浩郎）の3人の若者を描くこの小説は、人間存在、人間の運命、死、愛、赦しをモチーフとする教養小説であり、歴史小説であり、恋愛小説でもある。『ティエンイの物語』は、1998年フェミナ賞を受賞した。
儒教の倫理・道徳、道教の宇宙観、仏教の慈悲を中心とするチェンの世界観は、キリスト教との出会いによって「矛盾と分裂」を生みながらももう一つの次元を得ることになった。きっかけは、キリスト教徒の妻ミシュリーヌとの出会いであった。彼の深い思索は『真の夜闇から生まれた真の光』、『死と生についての五つの瞑想』、『真の栄光がここにある』、『魂について』などの詩集、随筆として結実した。
2002年6月13日、アジア系で初めてアカデミー・フランセーズ会員に選出された（2003年6月19日就任）。席次34、ジャック・ド・ブルボン＝ビュッセの後任である。会員が受ける個別仕様の佩剣には、中国の竹とフランスの百合、そして雁が彫られている。

## 受賞・栄誉
- 1998年、アンドレ・マルロー賞（フランス文化省）
- 1998年、フェミナ賞
- 2000年、ロジェ・カイヨワ賞（フランス語版）（フランス・ペンクラブ、ラテンアメリカ会館（フランス語版）、ロジェ・カイヨワ読者友の会共催）
- 2001年、フランス語圏大賞（アカデミー・フランセーズ）
- 2002年、ポケットブック読者賞
- 名誉博士：ベルガモ大学（イタリア語版）、パリ・カトリック大学
- レジオンドヌール勲章オフィシエ（2009年）
- 芸術文化勲章コマンドゥール
- 教育功労章シュヴァリエ

## 著書
- Chi-Hsien Cheng, Analyse formelle de l'œuvre poétique d'un auteur des Tang : Zhang Ruoxu (唐時代のある作家の詩作品の本格的分析 ― 張若虚), Walter de Gruyter, 1970, (再版) 2015 (修士論文 -「程紀賢」で発表)
- L'Écriture poétique chinoise (漢詩のエクリチュール), Éditions du Seuil, 1977 et 1996
- Vide et plein : le langage pictural chinois (空と満 ― 中国の絵画的言語表現), Éditions du Seuil, 1979
- L'Espace du rêve : mille ans de peinture chinoise (夢の空間 ― 中国絵画の千年), Phébus, 1980
- Sept poètes français (フランス詩人7人), Huanan Renmin Chubanshe, 1983
- Henri Michaux, sa vie, son œuvre (アンリ・ミショー ― 生涯と作品), Taipei, Ouyu, 1984
- Chu Ta : le génie du trait (八大山人 ― 線描の天才), Phébus, 1986
- « Some Reflections on Chinese Poetic Language and its Relation to Chinese Cosmology » (漢詩のエクリチュール及びその中国宇宙論との関係についての考察), The Vitality of the Lyric Voice: Shih Poetry from the Late Han to the T'ang, Shuen-fu Lin, Stephen Owen (ed.), Princeton University Press, 1986 (共著)
- « The Reciprocity of Subject and Object in Chinese Poetic Language » (漢詩のエクリチュールにおける主体と客体の相互関係), Poetics East and West, Monograph Series of the Toronto Semiotic Circle, 1989 (共著)
- De l'arbre et du rocher (木について、岩について), Fata Morgana, 1989 (詩集)
- Souffle-Esprit (気), Éditions du Seuil, 1989, 2006
- Saisons à vie, (生き続ける四季), Encre marine, 1993 (詩集)
- Trente-six poèmes d'amour (愛の詩36篇), Unes, 1997 (詩集)
- Le Dit de Tianyi, Albin Michel, 1998 - フェミナ賞
  - 『ティエンイの物語』辻由美訳、みすず書房、2011年。
- Double chant (天地の歌), Encre Marine, 1998 - ロジェ・カイヨワ賞
- Shitao : la saveur du monde (石濤 ― 救世主), Phébus, 1998 - アンドレ・マルロー賞
- Cantos toscans (トスカーナの歌), Unes, 1999
- D'où jaillit le chant (こうして歌がほとばしる), Phébus, 2000
- Poésie chinoise (漢詩), Albin Michel, 2000 (詩集, 書画ファビエンヌ・ヴェルディエ（フランス語版）)
- Et le souffle devient signe (そして気がしるしになる), Iconoclaste, 2001
- Qui dira notre nuit (夜を語るもの), Arfuyen, 2001 (詩集)
- L'éternité n'est pas de trop (永遠は長すぎず), Albin Michel, 2002
- Le dialogue : une passion pour la langue française, Desclée de Brouwer, 2002 - 
  - 「ディアローグ（対話）― フランス語への情熱」『さまよう魂がめぐりあうとき』所収。
- Le Long d'un amour (愛の長さ), Arfuyen, 2003 (詩集)
- Le Livre du vide médian (中空の書), Albin Michel, 2004, (増補新版) 2009 (詩集)
- Que nos instants soient d'accueil (一瞬一瞬を大切にするために), avec Francis Herth, Les Amis du Livre Contemporain, 2005
- À l'orient de tout (すべての東洋へ), Gallimard, 2005 (詩集)
- Cinq méditations sur la beauté (美についての五つの瞑想), Albin Michel, 2006
- Pèlerinage au Louvre (ルーヴル巡礼), Flammarion et Musée du Louvre éditions, 2008
- L'un vers l'autre : en voyage avec Victor Segalen (一方から他方へ ― ヴィクトル・セガレンとの旅), Éditions Albin Michel, 2008 - 中国からフランスに渡ったフランソワ・チェンが、フランスから中国に渡った詩人ヴィクトル・セガレン (1878-1919) の視点から中国を描く[16]。
- Vraie lumière née de la vraie nuit, 24 poèmes de François Cheng, accompagnés de 8 lithographies de Kim En Joong (真の夜闇から生まれた真の光 ― フランソワ・チェンの詩24編、キム・インジョン（フランス語版）の石版画8枚), Editions du Cerf, 2009
- Œil ouvert et cœur battant : Comment envisager et dévisager la beauté (目が開く、心が躍る ― 美を想い、美を鑑賞する方法), Desclée de Brouwer, 2011
- Quand reviennent les âmes errantes, Albin Michel, 2012
  - 『さまよう魂がめぐりあうとき』辻由美訳、みすず書房、2013年。
- Cinq méditations sur la mort. Autrement dit sur la vie, Albin Michel, 2013
  - 『死と生についての五つの瞑想』内山憲一訳、水声社、2018年。
- Assise : une rencontre inattendue (アッシジ ― 思いがけない出会い), Albin Michel, 2014
- La vraie gloire est ici (真の栄光がここにある), Gallimard, 2015 (詩集)
- De l'âme, Albin Michel, 2016
  - 『魂について ― ある女性への七つの手紙』内山憲一訳、水声社、2018年。
- Enfin le royaume (王国の到来), Gallimard, 2018 (詩集)

## 参考資料
- Pierre-Jean Rémy, Réponse au discours de réception de M. François Cheng (le 19 juin 2003) - Académie française (チェンの会員就任式のピエール＝ジャン・レミの演説 - アカデミー・フランセーズ)
- François Cheng en cinq entretiens - France Culture (フランソワ・チェンの5回連続インタビュー - フランス・キュルチュール)